# Geophila
Geophila là một chi thực vật có hoa trong họ Thiến thảo (Rubiaceae).

## Loài
Chi Geophila gồm các loài:
- Geophila afzelii
- Geophila aschersoniana
- Geophila cordata
- Geophila cordifolia
- Geophila emarginata
- Geophila flaviflora
- Geophila gerrardii
- Geophila hirta
- Geophila humifusa
- Geophila ingens
- Geophila lancistipula
- Geophila macropoda
- Geophila matthewii
- Geophila melanocarpa
- Geophila minutiflora
- Geophila obtusifolia
- Geophila obvallata
- Geophila orbicularis
- Geophila pilosa
- Geophila prancei
- Geophila renaris
- Geophila repens
- Geophila scortechinii
- Geophila speciosa
- Geophila tenuis
- Geophila yunnanensis
- Geophila zollingeriana